# Capronnieria galesus
Genre
Espèce
Capronnieria galesus est une espèce néotropicale de lépidoptères (papillons) de la famille des Nymphalidae et de la sous-famille des Satyrinae. Elle est la seule représentante du genre monotypique Capronnieria.

## Distribution
Capronnieria galesus est originaire du Sud-Est du Brésil.

## Taxonomie
L'espèce Capronnieria galesus a été décrite par l'entomologiste français Jean-Baptiste Godart en 1824, sous le nom initial de Satyrus galesus.
Elle a pour synonymes :
- Satyrus galesus Godart, [1824] — protonyme
- Neonympha abretia Capronnier, 1874
- Euptychia burgia Schaus, 1902
- Euptychia pavunae d'Almeida, 1922
- Capronnieria ibschi Anken, 1999

Elle est aujourd'hui l'unique espèce du genre monotypique Capronnieria, qui a été décrit en 1964 par l'entomologiste allemand Walter Forster, avec pour espèce type Neonympha abretia Capronnier, 1874.